# Papel de carta
Papel de cartas é um tipo de papel desenvolvido para escrever cartas. Também é um termo utilizado para definir o colecionismo, troca e aquisição de papéis de carta. 

## Descrição
Trata-se de um papel que, pautado ou não, é cortado em formato conveniente e utilizado na correspondência, ou apenas como entretenimento, lazer e recreação. No Brasil, teve grande notoriedade entre jovens do sexo feminino no início das décadas de 1980 e ao fim da década de 1990, que o utilizavam para trocas e colecionismo. Alguns eram compostos com materiais cheirosos, cortados em formatos variados como corações, balões, entre outros. E diversos temas, como poemas, imagens, e espaços para escrita do texto. 